# Megalodiscus microphagus
Megalodiscus microphagus är en plattmaskart. Megalodiscus microphagus ingår i släktet Megalodiscus och familjen Paramphistomatidae. Inga underarter finns listade i Catalogue of Life.